# مارگارت موری
مارگارت موری (انگلیسی: Margaret Murray؛ ۱۳ ژوئیه ۱۸۶۳ – ۱۳ نوامبر ۱۹۶۳) یک انسان‌شناس، و باستان‌شناس (مصرشناس)، توده‌شناس و استاد دانشگاه اهل بریتانیا بود. او از نخستین زنان باستان‌شناس بریتانیا می‌باشد.